# Morgan Turinui

a Compétitions nationales et continentales officielles uniquement.

b Matchs officiels uniquement.
Dernière mise à jour le 24 mai 2015.
Morgan Paratene Turinui, né le 5 janvier 1982 à Sydney, est un joueur de rugby à XV international australien évoluant au poste de trois-quarts centre.

## Biographie
Il rejoint le Lille Métropole rugby à partir de la saison 2013-2014. Il entraîne ensuite le club avec David Bolgashvili. 

## Carrière

### En club
- 2003-2007 : Waratahs  Australie
- 2008-2010 : Queensland Reds  Australie
- 2010-2011 : US Dax  France
- 2011-2013 : Stade français Paris  France
- 2013-2014 : Lille MR  France

### En équipe nationale
Il joue avec l'équipe d'Australie des moins de 21 ans en 2002 et avec l'équipe d'Australie de rugby à sept.
Il obtient sa première sélection le 7 juin 2003 contre l'équipe d'Irlande

### Entraîneur
En 2014, à la suite du départ de Pierre Chadebech, le manager lillois, pour le Biarritz olympique, Richard Crespy devient le manager et choisit Morgan Turinui comme entraîneur des arrières.
- 2014-2015 : Lille Métropole rugby  France

## Palmarès

### En club
Waratahs :
- Super 12 : Finaliste 2005

### En équipe nationale
(au 08/10/11).
- 20 sélections en équipe d'Australie depuis 2003.
- 6 essais (30 points).
- Sélections par année : 4 en 2003, 3 en 2004, 13 en 2005.

En coupe du monde :
- Finaliste 2003 : 1 sélection (Namibie)